# Robert Behnken
Robert Louis Behnken (født 28. juli 1970) er en NASA-astronaut, han har fløjet en rumfærgemission; STS-123 som missionsspecialist.
Robert Behnken er på standby til redningsmissionen STS-400.